# Гай Юлій Квадрат Басс
Гай Юлій Квадрат Басс (лат. Gaius Iulius Quadratus Bassus; 60 — 118) — державний та військовий діяч Римської імперії, консул-суффект 105 року.

## Життєпис
Походив з роду вершників Юліїв Бассів з Галатії. Син Гая Юлія Басса, проконсула провінції Віфінія й Понт у 98—103 роках. Був квестором за правління імператора Веспасіана, став членом сенату. З 76 до 78 керував провінцією Крит і Киренаїка. У 79 році став едилом. У 82 році - претором. У 83 році очолив XI Клавдіїв легіон. У 88—89 роках брав участь у війні проти даків. З 90 до 92 році як прокуратор керував Юдеєю.
У 105 році став консулом-суффектом разом з Гнеєм Афранієм Декстером. Згодом брав участь у підкоренні Дакії у 105–106 роках. За свою звитягу отримав тріумфальні прикраси. У 107–112 роках як імператорський легат-пропретор керував провінцією Капподокія та Галатія, з 115 до 117 року — провінцією Сирія. Під час своєї каденції брав участь у війні проти Парфії.
З 117 до 118 року керував провінцією Дакією. Під час своєї каденції помер на початку 118 року.

## Родина
Дружина — Юлія, донька Гая Юлія Александра, правителя м. Цетіс (Кілікія)
Діти:
- Гай Юлій Басс, консул 139 року